# Île Eta
Eta est une île des Bermudes. 